# Filialkirche Gablern

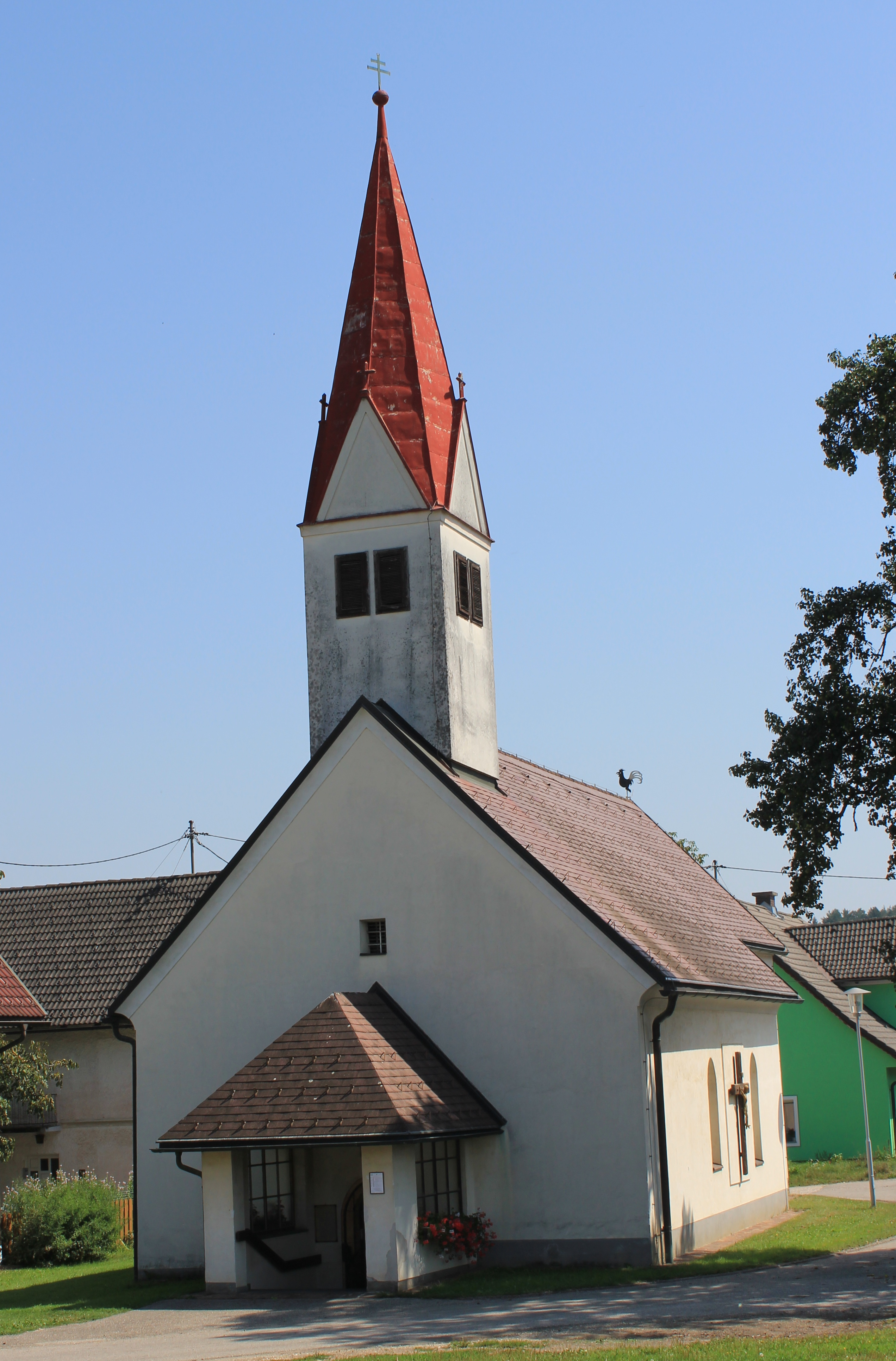

Die römisch-katholische Filialkirche Gablern in der Gemeinde Eberndorf ist den frühchristlichen Märtyrern Johannes und Paul geweiht. Die erstmals 1454 urkundlich genannte Kirche gehört zur Pfarre Eberndorf.

## Baubeschreibung
Das Gotteshaus ist ein einfacher, im Kern romanischer Bau mit barocken Veränderungen. Das Langhaus wird von einem gemauerten Dachreiter bekrönt. Der eingezogene Chor mit einem geraden Schluss hat wie die an der Nordseite angebaute, barocke Sakristei ein Kreuzgratgewölbe.
Im Langhaus wurde die hölzerne Flachdecke mit Ornamentfeldern 1688 von Georg Matthäus Altendorffer mit einer Verkündigungsszene bemalt. Die Fresken im Chor aus dem späten 13. bzw. frühen 14. Jahrhundert wurden 1979 freigelegt.

## Einrichtung
Der Hochaltar von 1617 mit der gemalten Darstellung des Schweißtuchs der Veronika birgt in der Mittelnische die neobarocken Skulpturen der beiden Kirchenheiligen.
Der rechte Seitenaltar aus dem 17. Jahrhundert besteht aus einer Ädikula auf einem kleinen Sockel und einem Aufsatz mit Knorpelswerkeinfassung und gesprengtem Dreiecksgiebel. Der Altar trägt die Statue Jakobus des Älteren aus dem 17. Jahrhundert und zeigt am Aufsatzbild den heiligen Laurentius.
Zur weiteren Ausstattung der Kirche zählen die Skulpturen der heiligen Agatha aus dem 17. Jahrhundert und des heiligen Alexius aus der Mitte des 18. Jahrhunderts sowie eine Prozessionsstange mit der Figur der heiligen Barbara aus der Mitte des 18. Jahrhunderts.